# Tassili Airlines
Tassili Airlines – algierskie linie lotnicze założone w roku 1997. Głównym węzłem jest port lotniczy Oued Irara.

## Flota
Flota Tassili Airlines (stan na 2011 rok):

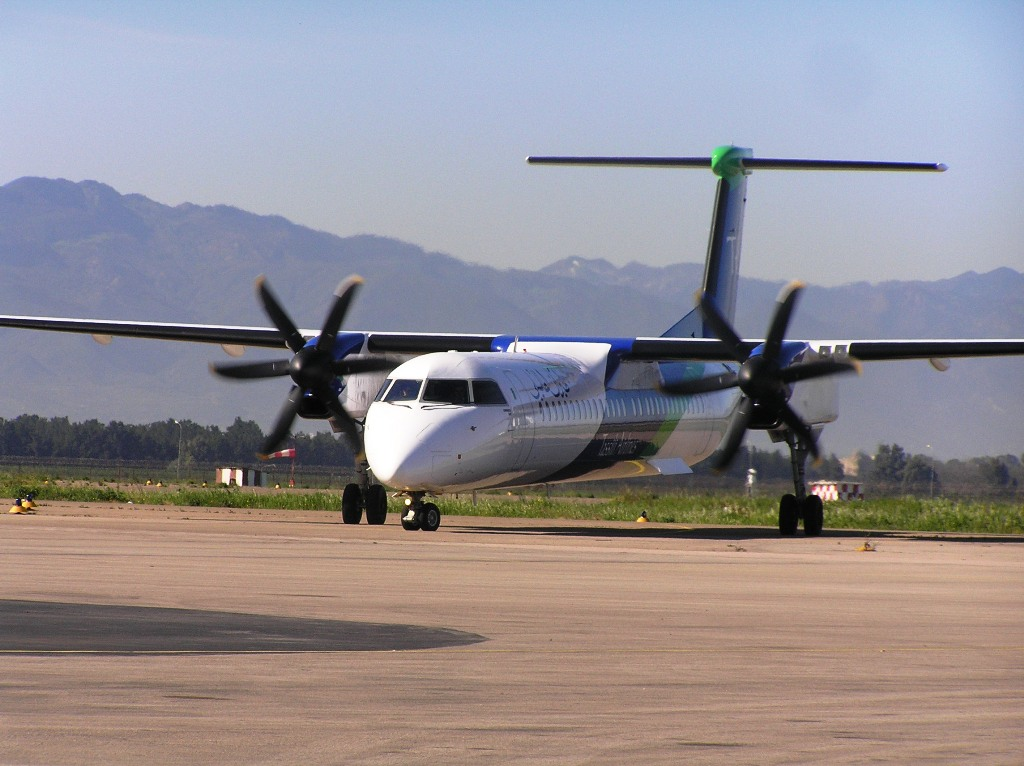
Dash 8-Q-400

| Model                   | Liczba | Zamówionych | Liczba pasażerów | Opis                                   |
| ----------------------- | ------ | ----------- | ---------------- | -------------------------------------- |
| Bombardier Dash 8-Q-200 | 4      | –           | 37               | Samolot średniego zasięgu              |
| Dash 8-Q-400            | 4      | –           | 68               | Samolot średniego zasięgu              |
| Beechcraft 1900D        | 3      | –           | 19               | Samolot regionalny                     |
| Cessna 208 Caravan      | 4      | –           | 14               | Regionalny, lekki samolot transportowy |
| Boeing 737-800          | –      | 4           | 189              | Samolot średniego zasięgu              |
| Razem:                  | 16     | 4           |                  |                                        |

- Dash 8-Q-400